# Gliese 725
Désignations
Gliese 725 A : G 227-046, HD 173739, HIP 91768, LFT 1431, LHS 58, LTT 15522, SAO 31128, Vys 184

Gliese 725 ou Struve 2398 est une étoile binaire dans la constellation du Dragon. Les deux étoiles sont des naines rouges de type spectral M3 V/M3.5 et des étoiles éruptives.

## Situation
Bien que les composantes de ce système binaire soient trop faibles pour être vues à l'œil nu, ce système stellaire fait partie des plus proches du Système solaire. Les mesures de parallaxe du satellite Hipparcos les situent à seulement 11,52 années-lumière de la Terre.

## Caractéristiques
Les deux étoiles ont pour masse et taille environ un tiers de celles du Soleil. Leurs surfaces actives sont des sources d'émissions de rayons X. La période orbitale de la paire est d'environ 295 ans, avec une distance moyenne de 56 UA et l'excentricité de leur orbite est de 0,7.